# Richard Kinon
Pour les articles homonymes, voir Kinon.
Richard Kinon (né le 17 août 1924 à New York et mort le 11 mars 2004 à Beverly Hills en Californie) est un réalisateur de télévision.

## Biographie
Au début de sa carrière, il a été engagé par les studios d'Hollywood comme aide-scénariste.
La maison qu'il habitait à Beverly Hills à la fin de sa vie était celle de ses parents et datait des années 1920.
Il a beaucoup séjourné sur la Côte d'Azur en France à la fin de sa vie.

## Filmographie
Les années correspondent à celles où Richard Kinon a réalisé un ou des épisodes pour les séries télévisées désignées.
- 1956 : The Gale Storm Show (série télévisée)
- 1957-1958 : Mr. Adams and Eve (série télévisée)
- 1959-1965 : Perry Mason (série télévisée)
- 1960 : The Tab Hunter Show (série télévisée)
- 1964-1965 : L'Homme à la Rolls (Burke's Law) (série télévisée)
- 1963-1966 : The Farmer's Daughter (en) (série télévisée)
- 1966 : Love on a Rooftop (série télévisée)
- 1966 : That Girl (série télévisée)
- 1967 : Captain Nice (Captain Nice) (série télévisée)
- 1967 : Ma sorcière bien-aimée (Bewitched) (série télévisée)
- 1967-1968 : The Second Hundred Years (série télévisée)
- 1968 : Jinny de mes rêves (I Dream of Jeannie) (série télévisée)
- 1968-1970 : La Sœur volante (The Flying Nun) (série télévisée)
- 1968-1970 : Cent filles à marier (Here Come the Brides) (série télévisée)
- 1968-1970 : Papa Schultz (Hogan's Heroes) (série télévisée)
- 1968-1971 : That Girl (série télévisée)
- 1970-1971 : Nanny et le professeur (Nanny and the Professor) (série télévisée)
- 1970-1971 : Room 222 (série télévisée)
- 1971 : Arnie (série télévisée)
- 1971 : Getting Together (série télévisée)
- 1971-1973 : Doris Day comédie (The Doris Day Show) (série télévisée)
- 1971-1974 : The Partridge Family (série télévisée)
- 1972 : Me and the Chimp (série télévisée)
- 1972-1973 : Bridget Loves Bernie (série télévisée)
- 1973-1974 : The Girl with Something Extra (série télévisée)
- 1975 : Barney Miller (série télévisée)
- 1975-1976 : Fay (série télévisée)
- 1976 : Holmes et Yoyo (Holmes and Yo-Yo) (série télévisée)
- 1976 : La croisière s'amuse (The Love Boat) (téléfilm/pilote)
- 1977-1986 : La croisière s'amuse (The Love Boat) (série télévisée)
- 1981 : Dynastie (Dynasty) (série télévisée)
- 1983-1984 : Fame (Fame) (série télévisée)
- 1983 : Hôtel (Hotel) (série télévisée)
- 1985 : Dynastie 2 : Les Colby (The Colbys) (série télévisée)